# São Silvestre (Coímbra)
São Silvestre es una freguesia portuguesa del municipio de Coímbra, con 12,26 km² de superficie y 3092 habitantes (2001). Su densidad de población es de 252,2 hab/km².